# اتحاد كوريا الجنوبية لكرة القدم

الشعار السابق للاتحاد

اتحاد كوريا لكرة القدم تأسس في عام 1928م وانضم إلى الاتحاد الدولي لكرة القدم في عام 1948م ثم انضم إلى الاتحاد الآسيوي لكرة القدم في 1954م.